# 鎌倉市立西鎌倉小学校
鎌倉市立西鎌倉小学校（かまくらしりつ にしかまくらしょうがっこう）は、神奈川県鎌倉市津にある公立小学校。周辺地域の宅地化による児童急増に対応するため、1974年（昭和49年）に設立された。2024年度の学級数は24、児童数は712人｡

## 歴史
西鎌倉小学校周辺のエリアは1950年代までは田畑や山林が中心で人家は多くなかったが、1960年代になると西鎌倉住宅地の造成を始めとする急激な宅地化が進行。周辺地域の児童人口も激増した。
従来、このエリアの児童は鎌倉市立腰越小学校が受け入れをしていたが、既存の施設では足りず、急増のプレハブ校舎を校庭に建てるなどしてしのいでいた。
西鎌倉周辺地域への小学校設立を迫られた鎌倉市は西武鉄道が宅地造成を計画し、所有していた「猫池」（神戸川上流、現在の南鎌倉山住宅地）の地に着目し、猫池の宅地造成を許可する代償として小学校用地の譲渡を求めた。
当時の鎌倉市長正木千冬は革新系で、市内の新規宅地造成に対しては消極的であった。また、土地を所有する西武鉄道は鎌倉逗子ハイランドにおける違法宅地造成を始め強引な開発に対する反対運動が頻発しており、当初猫池の開発は認められない見通しであった。しかし西鎌倉地区の小学校設立が必要かつ緊急性を要する事から市が率先して開発を推進。神奈川県などの反対を押し切り、1972年8月に開発が認められる事になった。
1973年10月に建設地、校名が決定され、翌1974年3月に校舎が完成、同年4月に開校。学区内の新1年生の他、腰越小学校から511名の生徒を受け入れた。
翌1975年には第二期校舎、翌々1976年には仮設校舎、1978年には第三期校舎設置と拡張を続け最盛期には1000人を超える生徒を抱えた。
1996年に性教育をめぐる方針で教職員とPTAが対立し問題となった。

## 著名な出身者
- 松尾崇（政治家・鎌倉市長）
- 小杉啓太（サッカー選手）